# Infanterikanonvagn 72/102/103
Infanterikanonvagn 72, 102 och 103, kort ikv 72, 102, 103, var en serie svenska infanterikanonvagnar som utvecklades av AB Landsverk för armén, påbörjad under tidigt 1950-tal och varade i tjänst till 1970-talets mitt.

## Historik
Infanterikanonvagnar började tillföras till infanteribrigader i södra Sverige under 1950-talet. Inledningsvis var det modifierade och ombyggda stridsvagn m/42 som organiserades som stormkanonplutoner. Dock så fanns det ytterligare ett behov hos infanteriet av stormkanonvagnar. Därmed fick Landsverk tillsammans med Bofors i uppgift att utveckla och producera en ny vagn, infanterikanonvagn 72.
Ikv 72 placerades vid sex infanteribrigader i krigsorganisationen, där den ersatte den dragna 10,5 cm infanterikanonen m/45.

## Versioner

### Infanterikanonvagn 72
Åren 1952–1954 levererades 36 vagnar till armén, 26 av version ikv 72B. Dess ändamål med vagnen var att med direkteld med spränggranater understödja infanteribrigadernas anfall. Ikv 72 hade ett stridsrum med öppet tak i främre delen av vagnen, medan motor och växellåda var placerade i den bakre delen. Drivningen skedde på de bakre hjulen, vilket är ovanligt för svenska pansarfordon. Bärhjulen var monterade två och två på hjulbommar, vilka var upphängda i torsionsfjädrade pendelarmar. Kanonen satt lagrad direkt i frontpansaret och sidriktfältet var därför begränsat till 5° åt vardera hållet. Redan när ikv 72 projekterades stod det klart att kanonkalibern behövde vara minst 10,5 cm, men då ingen sådan fanns att tillgå valde man att, som en tillfällig lösning, använda samma kanon som i stridsvagn m/42, 7,5 cm stridsvagnskanon m/41. Under slutet av 1950-talet ombeväpnades ikv 72 med en ny pjäs.

### Infanterikanonvagn 102
Åren 1956–1958 modifierades ikv 72 till infanterikanonvagn 102. Dels monterades pansarluckor som kunde täcka det öppna stridsrummet, samt byte av kanon till en nyutvecklad 10,5 cm pjäs från Bofors. Eldröret var egentligen att betrakta som en haubits och inte en kanon. Den användes till en början uteslutande för att skjuta spränggranater, men under 1960-talets första hälft införskaffades även pansarspränggranater med riktad sprängverkan för att bekämpa pansarfordon. Ikv 102 byggdes i början av 1980-talet om till Pansarvärnsrobotbandvagn 551.

### Infanterikanonvagn 103

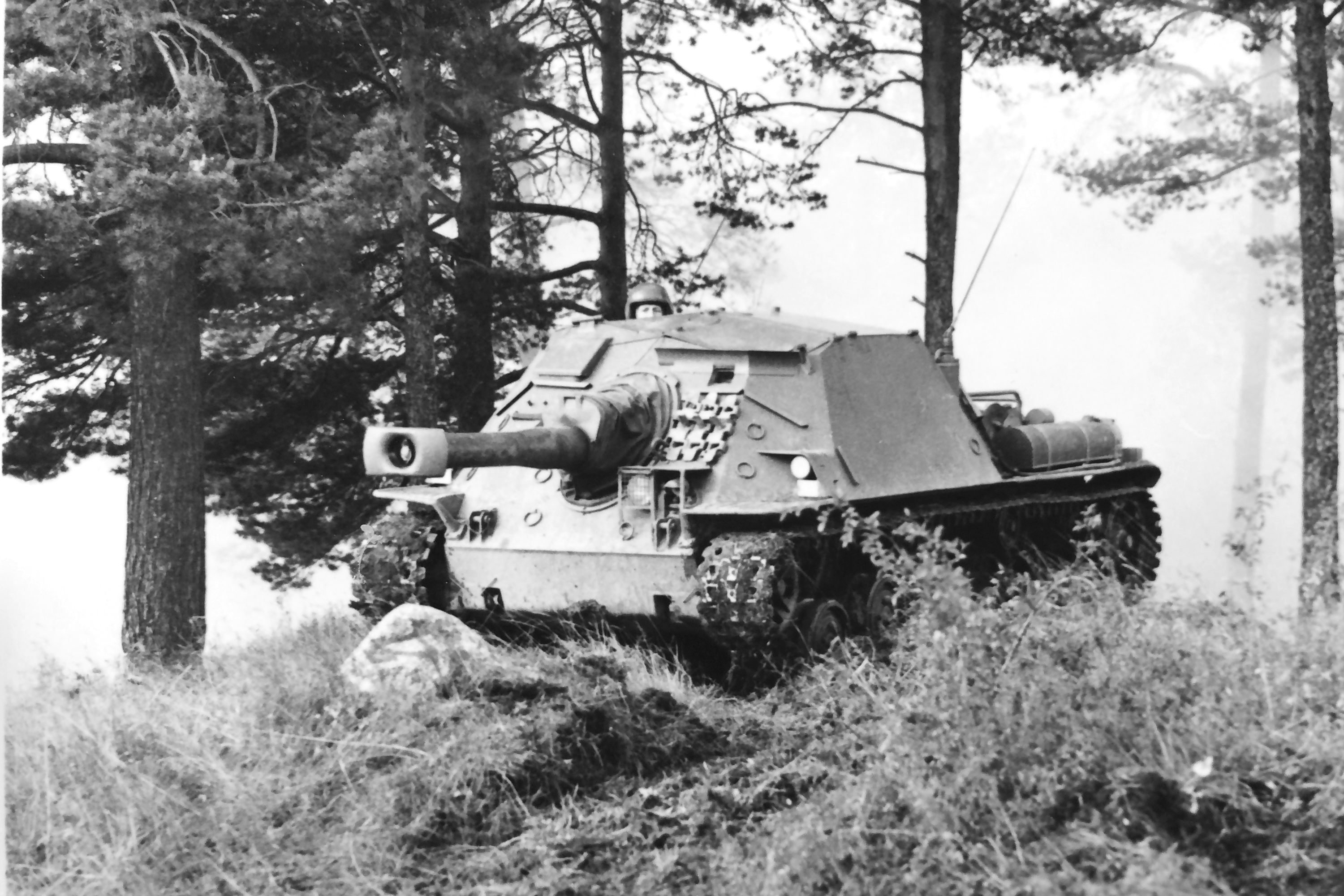
Svensk infanterikanonvagn 103 under övning på 1960-talet.

Ikv 103 var en något förbättrad version av ikv 102. Den fick en fyrcylindrig boxermotor från Svenska Flygmotor i Trollhättan. Leverans av 81 fordon skedde 1956-1957 och 103 sattes i tjänst 1956 fram tills 1976. Ikv 103 byggdes i början av 1980-talet om till Pansarvärnsrobotvagn 551 och Luftvärnsrobotvagn 701.